# James Galway
Sir James Galway, OBE (Belfast, 8 de dezembro de 1939) é um virtuoso flautista norte-irlandês.
É frequentemente chamado de The Man With the Golden Flute ("O Homem da Flauta de Ouro"). Seguindo as pegadas de Jean-Pierre Rampal, ele tornou-se um dos primeiros flautistas a estabelecer uma carreira internacional a solo.
Tocou na Orquestra Filarmónica de Berlim sob a direção de Herbert von Karajan.

## Carreira
Depois de seu período educacional, actuou por 15 anos como músico de orquestra.